# Logrosán
Logrosán és un poble i municipi de l'est d'Extremadura, capital del partit judicial de Logrosán pertanyent a la comarca Villuercas-Ibores-Jara i a la província de Càceres.
En el poble hi transcorre el riu Ruecas, que en el seu pas per Logrosán ha estat embassat en una presa. El seu terme municipal limita al nord amb Berzocana, a l'est amb Cañamero i Casas de Don Pedro, al sud-est amb Puebla de Alcocer, al sud amb Navalvillar de Pela, al sud-oest amb Madrigalejo, a l'oest amb Zorita i al nord-oest amb Garciaz.

## Geografia i clima
El poble es troba als peus d'un plutó granític, que conforma un turó aïllat en una zona de gran riquesa mineralògica. A causa de la localització del poble de Logrosán, la seva fauna i flora autòctona són típicament mediterrànies. El clima també és mediterrani, amb estius calorosos i hiverns suaus.

## Història

### Prehistòria
Els primers pobladors de les terres foren grups d'homínids i que s'instal·laren a la Serra de Sant Cristòfol, durant la prehistòria. Eren un poble de pastors i agricultors que començaren a usar eines de metall.

### Edat Antiga
Posteriorment, els romans s'assentaren a la muntanya, però també en les vores dels rius i les esplanades, el que facilità desenvolupar l'agricultura. En l'època romana el nom de l'actual Logrosán era Lucretius.

### Edat Medieval
El poble no compta amb gaires restes de presència visigòtica, tot i que diverses excavacions arqueològiques han revelat la presència d'una localitat àrab a les esplanades i un castell al cim de la Serra de Sant Cristòfor.
En el segle XIII, el Regne de Castella va conquerir els musulmans de la ciutat de Trujillo i els seus territoris, incloent-hi Logrosán. En el segle XIV, es va estendre i desenvolupar.

### Edat Moderna
El 1594, el poble formava part de la Terra de Trujillo a la Província de Trujillo, fins que el 1792 se li concedí el títol de vila, la Vila de Logrosán.

### Edat Contemporània
A la caiguda de l'Antic Règim, la localitat es constituí en municipi constitucional dintre la regió d'Extremadura. Des de 1834 és seu del Partit Judicial de Logrosán. En el cens de 1842 constava de 620 llars i 3.396 habitants.
Esdevenint una localitat de certa entitat al llarg de la primera meitat del segle xx, arriba als 6.595 habitants el 1960. Fou una població de gran importància minera entre els segles XIX i XX. Les mines que hi havia, ja no en funcionament, es poden visitar, fent tornar així la importància històrica minera del poble.

## Política i Govern
| Eleccions municipals de 28 de maig de 2023 - Logrosán                             |                                     |                                     |                                     |        |          |          |
| Candidatura                                                                       | Candidatura                         | Candidatura                         | Cap de llista                       | Vots   | Vots     | Regidors |
|                                                                                   | Partit Socialista Obrer Espanyol    |                                     | Juan Carlos Hernández Martínez      | 526    | 42,59%   | 4 (-2)   |
|                                                                                   | Ciutadans - Partit de la Ciutadania |                                     | Julio Alfredo Roldán Masa           | 426    | 34,49%   | 3 (+3)   |
|                                                                                   | Partit Popular                      |                                     | Mª Dolores Fernández Piñas          | 264    | 21,37%   | 2 (-3)   |
|                                                                                   | Vots en blanc                       |                                     |                                     | 19     | 1,53%    |          |
| Total vots vàlids i regidors                                                      | Total vots vàlids i regidors        | Total vots vàlids i regidors        | Total vots vàlids i regidors        | 1.235  | 100 %    | 9 (0)    |
|                                                                                   | Vots nuls                           | Vots nuls                           | Vots nuls                           | 22     | 1,75%    |          |
| Participació (vots vàlids més nuls)                                               | Participació (vots vàlids més nuls) | Participació (vots vàlids més nuls) | Participació (vots vàlids més nuls) | 1.257  | 76,89%** |          |
| Abstenció                                                                         | Abstenció                           | Abstenció                           | Abstenció                           | 378*   | 23,11%** |          |
| Total cens electoral                                                              | Total cens electoral                | Total cens electoral                | Total cens electoral                | 1.635* | 100 %**  |          |
| Alcalde: Julio Alfredo Roldán Masa                                                |                                     |                                     |                                     |        |          |          |
| Fonts: (* No són vots sinó electors. ** Percentatge respecte del cens electoral.) |                                     |                                     |                                     |        |          |          |

## Demografia
| 2001  | 2002  | 2003  | 2004  | 2005  | 2006  | 2007  | 2008  | 2009  | 2010  | 2011  | 2012  | 2013  | 2014  | 2015  | 2016  | 2017  | 2018  | 2019  | 2020  | 2021  | 2022  | 2023  | 2024  |
| 2.437 | 2.386 | 2.277 | 2.239 | 2.219 | 2.227 | 2.189 | 2.139 | 2.090 | 2.094 | 2.080 | 2.089 | 2.110 | 2.119 | 2.068 | 2.045 | 2.025 | 2.007 | 1.994 | 1.971 | 1.944 | 1.936 | 1.913 | 1.903 |

La demografia de Logrosán porta en decadència des de fa dècades degut al tancament a la segona meitat del segle XX de les mines.